# 柴田昌邦
柴田 昌邦（しばた まさくに）は、日本の元アマチュア野球選手（投手）。

## 経歴
猿投農林高校で3年生の時に、1961年の夏の甲子園県予選では、2回戦で豊田西高校に敗れた。高校卒業後は愛知学院大学に入学したが、中退し、西濃運輸に入社した。
1966年の都市対抗野球では1回戦と2回戦に登板したが、その2回戦で住友金属に敗れた。同年のドラフト会議で中日から2位指名を受けたが、交渉権放棄によりチームに残留した。
その後も小林国男、早川実らとともに実業団屈指の強力投手陣を形成した。1975年の都市対抗野球では10年連続出場選手に選ばれた。